# پاسگاه مرزی

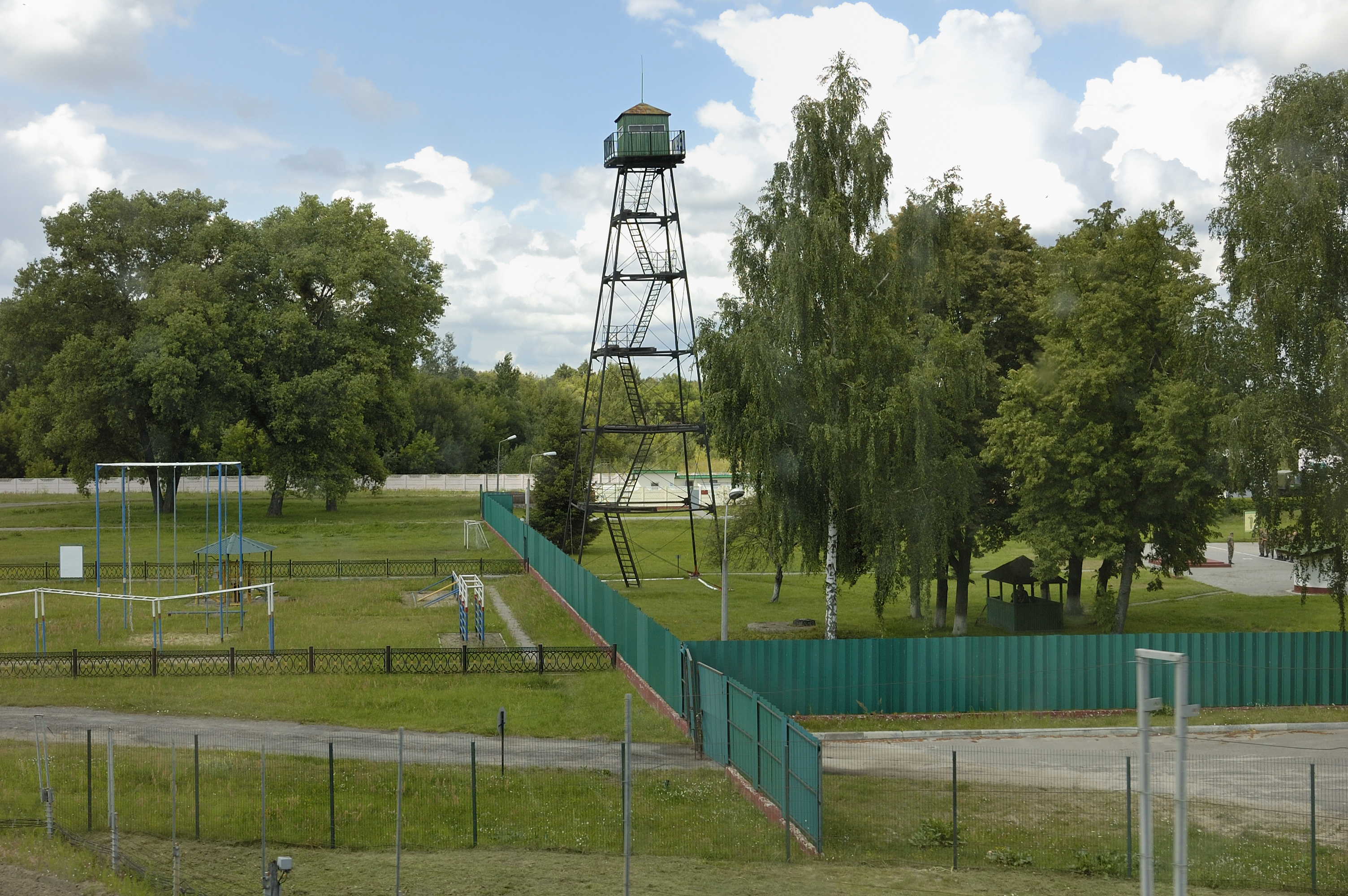
نمونه‌ای از یک پاسگاه مرزی در برست، بلاروس

پاسگاه مرزی (انگلیسی: Border outpost) پاسگاهی است که توسط یک دولت مستقل در مرز خود نگهداری می‌شود و اغلب یکی از مجموعه از پاسگاه‌هایی هستند که در فواصل منظم از یکدیگر قرار می‌گیرند تا از مرز خود با یک کشور همسایه که ممکن است با آن روابط دوستانه داشته باشد یا نداشته باشد، مراقبت و محافظت کنند. چنین پاسگاه‌هایی توسط مرزبانان اداره می‌شوند و همیشه از طریق ارتباط رادیویی با گشت‌های مرزی جاری در منطقه خود و ستادهای نیرو در داخل کشور برای عملکرد روزانه، انتقال و ارزیابی اطلاعات، درخواست تدارکات و هرگونه تقویت مورد نیاز در مواقع اضطراری در ارتباط هستند.
بسته به طول و عرض مرزها و جغرافیای یک کشور، پاسگاه‌های مرزی می‌توانند در طیف گسترده‌ای از زمین‌ها، از جمله مناطق نامساعد که اغلب مرزهای سیاسی را مشخص می‌کنند، قرار گیرند.
پاسگاه‌های مرزی اغلب در مکان‌های استراتژیک ساخته می‌شوند که بطور معمول در بلندترین نقاط زمین محلی و در صورت امکان بر روی تپه‌های امتداد مرز قرار دارند.
بسته به روابط بین‌المللی با کشور همسایه و نیازهای استراتژیک محلی، پاسگاه‌های مرزی گاهی اوقات با مجموعه‌ای از چند ساختمان اداری و مسکونی یا چادر، زرادخانه، مجموعه‌ای از سنگرها، موانع سیم خاردار، پست‌های مسلسل مستحکم و برج‌های دیدبانی ساخته می‌شوند. در این پاسگاه‌ها اغلب یک میله پرچم با پرچم ملی کشور به همراه یک آنتن ارتباط بی‌سیم و یک فضای باز مشخص به عنوان محل فرود هلیکوپتر قرار گیرد.